# کیش‌کاشا
کیش‌کاشا (به مجاری:  Kiskassa) یک شهرداری در مجارستان است که در ناحیه شیکلوش واقع شده‌است. کیش‌کاشا ۱۳٫۳۳ کیلومتر مربع مساحت و ۲۸۲ نفر جمعیت دارد.